# ギャンジャ条約
ギャンジャ条約（ギャンジャじょうやく、ロシア語:Гянджинский договор、ペルシャ語:پیمان گنجه）は、1735年3月10日にアゼルバイジャンの都市ギャンジャの近郊において、ロシア帝国とペルシャ（サファヴィー朝）の間で締結された条約。この条約はオスマン帝国に対する両国の防衛同盟である。

## 内容
ロシアは1720年代のロシア・ペルシャ戦争でピョートル1世が征服した領土の大部分を、デルベントとバクーも含めて返還することに同意した。
さらに、ロシアのギーラーン州要求の放棄と亡命中の親ロシア派のグルジアのカルトリ王国国王ヴァフタング6世をペルシャが承認することによって1732年のラシュト条約の条項が確認された。
この条約は今にも爆発しようとしているオスマン帝国との戦争においてロシアの外交的利点を与え、ペルシャの支配者ナーディル・シャーにとっては、西の国境地域の安定化をもたらした  。

## 当時のペルシャとロシア
なお、1735年時点でのペルシャはサファヴィー朝の当時3歳の幼児であるアッバース3世を推戴していたが、翌1736年にナーディル・シャーがアッバース3世を退位させ、自らがシャーとして即位してアフシャール朝を開き、1738年には東方に転じ、インド侵攻を行なっている。
一方、ロシアは1735年に露土戦争でオスマン帝国と交戦している。